# Physocleora venirufata
Physocleora venirufata là một loài bướm đêm trong họ Geometridae.